# Tampa Bay

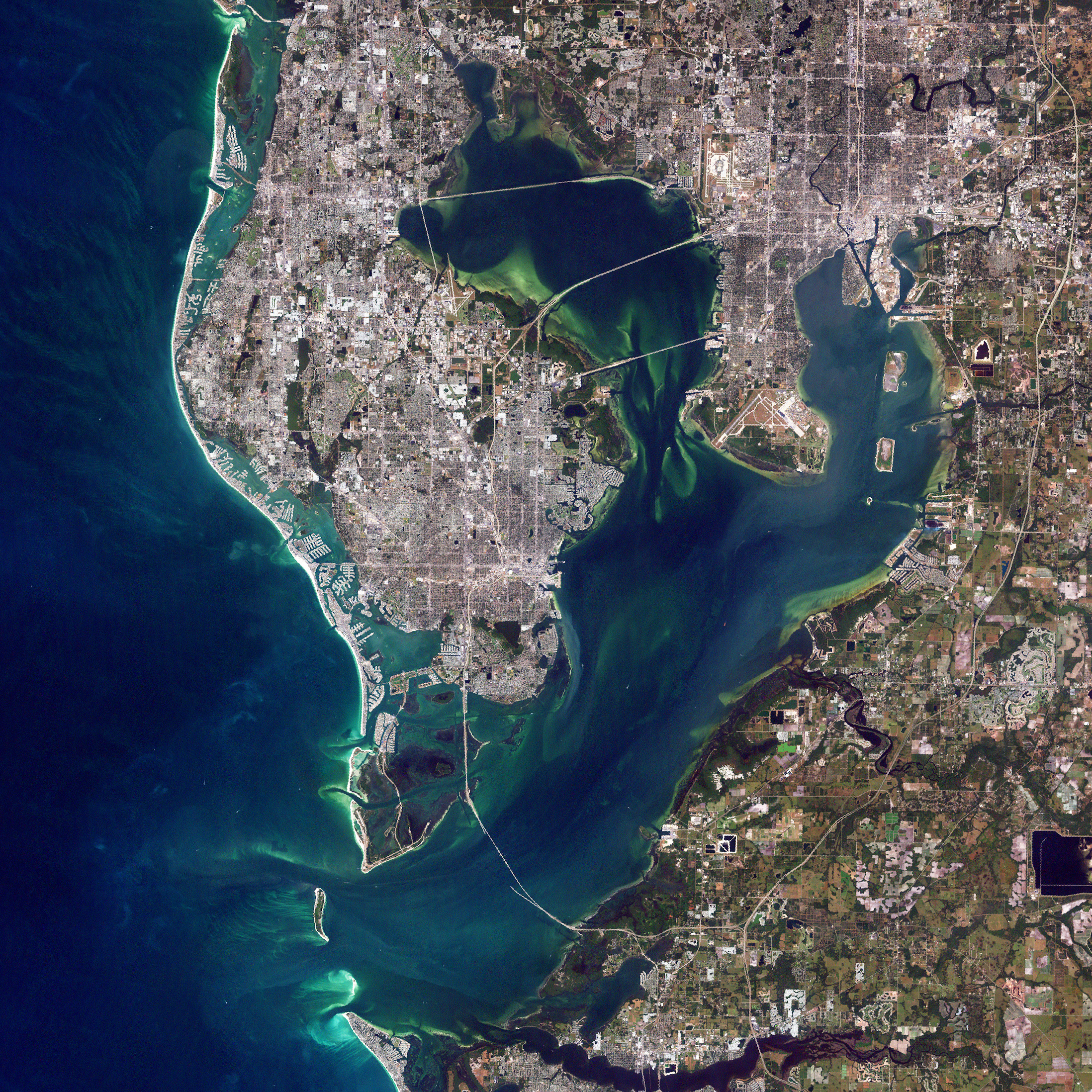
Satellitenaufnahme

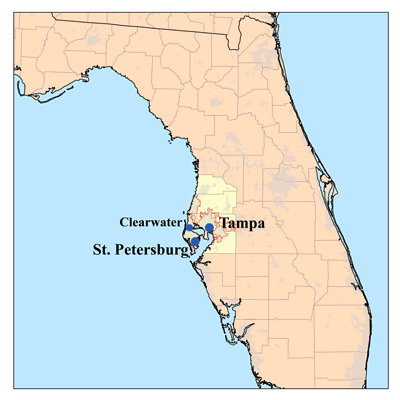
Tampa Bay Area

Die Tampa Bay ist eine Meeresbucht am Golf von Mexiko, gelegen an der Westküste der Halbinsel Florida.

## Geographie und Ökologie
Die Bucht hat eine Wasserfläche von 1031 Quadratkilometern und eine durchschnittliche Tiefe von drei Metern. Sie bildet einen Teil der Küstenlinie der Countys Pinellas, Hillsborough und Manatee. Die an der Bucht gelegenen Städte Tampa, Saint Petersburg und Clearwater mit jeweils über 100.000 Einwohnern sind Teil der Metropolregion Tampa Bay Area, die rund 2,8 Millionen Einwohner umfasst.
Etwa 100 kleine und mittlere Flüsse münden in die Bucht. Ausgedehnte Mangroven- und Feuchtgebiete sind die Heimat zahlreicher Tier- und Pflanzenarten. Die Bucht ist eines der Überwinterungsgebiete der Rundschwanzseekühe und Aufzuchtgebiet für verschiedene Fischarten, Vögel und Wirbellose. 1990 wurde die Bucht zu einem „Mündungsgebiet von nationaler Bedeutung“ erklärt. Zwei Zonen sind als National Wildlife Refuge geschützt: Pinellas National Wildlife Refuge und Egmont Key State Park.

## Verkehr
Drei Tiefwasserhäfen liegen an der Tampa Bay: Port of Tampa (zehntgrößter der USA), Port of Manatee und Port of St. Petersburg. Brücken über die Tampa Bay sind:
- Sunshine Skyway Bridge zwischen St. Petersburg und Terra Ceia, Manatee County
- Gandy Bridge zwischen St. Petersburg und Tampa
- Howard Frankland Bridge zwischen St. Petersburg und Tampa
- Courtney Campbell Causeway zwischen Clearwater und Tampa
- Bayside Bridge zwischen Clearwater und Largo, Pinellas County

## Sonstiges
Die Bucht ist Namensgeber zahlreicher Sportvereine, darunter:
- Tampa Bay Buccaneers (American Football)
- Tampa Bay Lightning (Eishockey)
- Tampa Bay Rays (Baseball)
- Tampa Bay Rebels (Basketball)
- Tampa Bay Storm (Arena Football)
- Tampa Bay Rowdies (Fußball)
- Tampa Bay Vipers (American Football)